# いれずみ判官 (鶴田浩二)
『いれずみ判官』（いれずみはんがん）は、1965年に製作・公開された日本の時代劇映画。主演・鶴田浩二、監督・沢島忠。配給・東映。カラー、シネマスコープ、95分。
同じ東映の片岡千恵蔵の代表作であった、「遠山の金さん」を主人公とした『いれずみ判官』シリーズのリメイク。シリーズ化を予定していたが続編は作られず、鶴田にとって遠山景元を演じた唯一の作品となった。また、これ以降東映では「金さん」ものの劇場用映画は製作されていない。
北町奉行・遠山が江戸幕府の汚職を追求する中で、冤罪事件や不審死事件を解決していく筋。多くの「金さん」ものの通例と異なり、お白洲での裁きのシーンが存在しない。
封切り時の同時上映作品は『忍法忠臣蔵』（監督：長谷川安人 主演：丹波哲郎）。

## ストーリー
（※冒頭に「体制保持のために幕府では武士の入れ墨は固く禁じられ、禁に背いた者はお家取りつぶしの断罪となった」という旨の字幕が表示される。）
日光東照宮改修工事に用いる資材納入のための入札を争う材木問屋のひとつ・難波屋の材木置場で南町奉行所与力・梶川の転落死体が発見される。現場は北町奉行所の管轄であったため、北町奉行・遠山が検死を担当する。多忙であった遠山は自殺として処理するものの、現場となった難波屋には入札にからむ普請奉行・榊原らへの贈賄疑惑があったため、梶川の死がいつまでも気がかりとなった。
贈収賄疑惑を捜査するため、遠山は、別の材木問屋・近江屋に木場人足（＝運搬作業員）の「金さん」として雇われる。ある夜、近江屋が殺害され、そこへ出前にやって来た上方出身のそば屋・幸吉が、駆けつけた南町奉行所与力・兼田に逮捕される。貧しい幸吉は近江屋から金を借りて商売をしていたものの、恨む理由がなかった。冤罪を訴える幸吉だったが、南町奉行・鳥居の迅速な裁きにより、死刑判決が下る。ほかに真犯人がいると見た金さんは、近江屋と喧嘩別れして難波屋に転職した木場人足頭の通称「ぐず安」を尋問するが、ぐず安は「殺してやろうと思って現場に行ったら、すでに死んでいた」と否認する。そこに兼田が割って入り、ぐず安を近江屋殺害犯として連行する。遠山の顔を知っていた兼田はこの際に、金さんが遠山であることを見抜く。
難波屋が資材納入の権利を落札する。榊原と鳥居は賄賂を払った難波屋に落札の便宜を図る見返りに、その商売敵である近江屋を兼田に殺させていた。そして近江屋が夜ごとに幸吉の出前を頼む習慣があることを調べていた兼田は、罪を着せる格好の相手として幸吉を選んだのだった。難波屋の賄賂は南町奉行所の与力たちや、老中・水野忠邦にも及んでいた。兼田から鳥居を経由し、「遠山が町人姿で捜査をしている」との報告を受けた水野は、公儀隠密・坂崎に遠山暗殺を命じる。
幸吉の長屋をたずねた金さんは住人たちから、近くに住む梶川の妻・お藤の生活ぶりが梶川の死を境に華美になっているという話を聞く。お藤には重い障害を持った弟・文之進がおり、他家から入婿となった梶川が家督を継いでいた。お藤は文之進をともに支える夫がいなくなったことによる鬱憤を散財で紛らわせていた。その原資はかつて梶川が難波屋から受け取った賄賂で、謹直な梶川は生前金を受け取ったことを恥じ、使うことをお藤に固く禁じていた。梶川の墓所をたずねた金さんは、お藤と芸者・小春の喧嘩を立ち聞きする。2人は互いにそれぞれが梶川を殺した張本人と思い合っていた。お藤はその場を立ち去って寺院の住職と会い、風呂敷に包まれた巻物を手渡す。それは梶川の遺書で、彼が調査した汚職の内容が詳細に書き込まれていた。お藤は難波屋をたずね、この遺書の存在をちらつかせて大金をゆすろうとする。その様子をひそかに、金さんと夜鷹の おしの が別々に目撃していた。
金さんはお藤の住む梶川邸をたずねるが、金さんを難波屋の刺客と思い込んだお藤は土蔵に誘い込み、閉じ込めてしまう。そこにはどこからか遺書の情報を聞きつけた小春も閉じ込められていた。「金さん」となった遠山が土蔵にいることを坂崎配下の隠密から聞きつけた鳥居は、難波屋や坂崎に命じて梶川邸に火を放たせ、お藤に放火の罪を着せて奉行所に連行させる。金さんと小春はすんでのところで脱出する。焼け跡から逃げ遅れた文之進の焼死体が見つかるが、鳥居たちは遠山が死んだと思い込む。やがて、釈放されたばかりのぐず安が水死体となって発見される。殺人容疑者に通常あるはずの拷問の跡がぐず安の体に一切なかったことや、ぐず安が「奉行所で饗応を受けた」と吹聴していたという証言から、金さんは南町奉行所に不審を抱く。
近江屋の傷から武士が犯人だと見当をつけていた金さんは、南町奉行所の兼田を近江屋殺害現場に呼び出す。金さんの正体を知る兼田は、死んだはずの遠山が生きていることに驚くものの、梶川やぐず安も自身が手をかけたとあっさり明かし、ひそかに潜伏させていた暗殺者集団を呼び出す。一味はそば屋幸吉の妹・お加代を人質にとり、お加代の命と引き換えに捜査から手を引くよう迫る。金さんは駆けつけた旧友の浪人・村上とともに一味を一網打尽にする。一方、厳しい尋問を受けたお藤は墓場に鳥居と坂崎を連れていき、言われるがまま梶川の墓のそばの地面から梶川の遺書を掘り出し、斬殺される。立ち去ろうとした鳥居たちのもとに金さんが立ちはだかり、坂崎を倒すが、鳥居を取り逃がす。そこへ夜鷹のおしのが現れ、遺書を奪おうとする。おしのの正体は変装した小春であり、小春は梶川の姉で、敵討の対象を探すために梶川の遺書を求めていたのだった。金さんも自身が北町奉行であることをほのめかし、事件関係者の処罰を誓って遺書を受け取る。
江戸城。登城した遠山は鳥居と榊原の胸ぐらをつかんで水野の前に連れていき、3人に幸吉の死刑執行を取りやめるよう訴え、幸吉が無罪である証拠として梶川の遺書の存在を明かす。事件解明を恐れる水野は、遠山が入れ墨をしているという鳥居の報告を利用し、「ここで片肌を脱げば一読に応じる。ただし、入れ墨があればお家断絶、お役御免のうえ切腹だ」と脅す。怒りが爆発した遠山は「そんなことで引き下がると思っているのか」と叫んで入れ墨をあらわにし、遺書を見せつけて3人の罪を追及する。幸吉は釈放され、町の人々と再会する。（※「鳥居・榊原・水野は失脚し、遠山は特命により処罰されなかった」という旨の字幕が表示される。）

## 出演者
- 遠山金四郎：鶴田浩二
- おしの（夜鷹）／小春（芸者）：南田洋子
- お加代（幸吉の妹）：藤純子
- お藤（梶川の妻）：桜町弘子
- 与吉（木場人足・お加代の恋人）：河原崎長一郎
- 鳥居甲斐守（南町奉行）：佐藤慶
- 水野忠邦（老中）：内田朝雄
- 源兵衛（長屋の大家）：田中春男[5]
- 榊原備前守（普請奉行）：徳大寺伸
- 難波屋太左衛門（材木問屋）：阿部九州男
- 近江屋仁平（材木問屋）：原健策
- ぐず安（木場人足頭）：遠藤辰雄
- 兼田軍次（南町奉行所与力）：天津敏

- 坂崎（公儀隠密）：楠本健二
- 鉄（大虎の子分）：小田部通麿
- 文之進（お藤の弟）[6]：神木真寿雄
- 辰五郎（木場人足）：有川正治
- 梶川三五郎（南町奉行所与力）：栗塚旭
- 岩吉（木場人足）：国一太郎
- 大虎：高松錦之助
- おかん（長屋の住人・洗張屋）：ミス・ワカサ
- 為（長屋の住人）：島ひろし
- 弥吉（木場人足）：佐々五郎
- 住職：水野浩
- 近江屋の番頭：中村錦司
- 役人A：小田真士
- 手代：唐沢民賢
- 竹売り（刺客）：宍戸大全
- 吉蔵（長屋の住人）：蓑和田良太
- 角（大虎の子分）：潮路章
- 黒騎：近江雄二郎
- 半公（木場人足）：五里兵太郎
- 那須伸太朗
- 野口泉
- 池田謙治
- 小山田良樹
- 川谷拓三
- 志賀勝
- 木谷邦臣
- 春日弘
- 福本清三
- 笹木俊志
- 大矢正利
- 矢奈木邦二郎
- 西春彦
- 役人B：高並功
- 役人C：江木健二
- 南町奉行所の役人：西田良明
- 源八郎
- 結城哲也

- 村上新二郎（浪人・遠山の旧友）：大木実
- 宅市（長屋の住人）：芦屋雁之助
- 幸吉（そば屋）：藤山寛美（松竹新喜劇）

## スタッフ
- 監督：沢島忠
- 企画：俊藤浩滋、松平乗道
- 脚本：沢島忠、中島貞夫
- 撮影：古谷伸
- 照明：中村清
- 録音：東城絹児郎
- 美術：大門恒夫
- 音楽：伊部晴美[1]
- 編集：宮本信太郎
- 助監督：富田義治
- 記録：墨はつ子
- 装置：大喜田義三郎
- 装飾：柴田澄臣
- 美粧：佐々木義一
- 結髪：西野艶子
- 衣裳：三上剛
- 擬斗：上野隆三
- 進行主任：渡部礼之介

## 製作

### 企画

#### リメイク時代劇路線の発案
本作は鶴田浩二ありきで考えられた企画ではなく、もとは大川橋蔵「再生」のために、当時の東映京都撮影所の実権を握っていた同撮影所所長・岡田茂が思いついた時代劇シリーズリメイク企画のうちのサブ的なひとつであった。
岡田は1964年1月の東映京都撮影所長復帰早々、映画での時代劇製作打ち切りを宣言して、東映京都は任侠映画を中心とした製作に切り替えていき、時代劇作品をテレビに移行させることを決めるが、プログラムの完全転換や、時代劇企画をテレビに売る、といったことをすぐにはできないため、まだまだ時代劇のヒット作を作らなければならなかった。
岡田復帰直前の1963年に東映京都は時代劇映画を計54本製作していた。その時代劇路線では、片岡千恵蔵・市川右太衛門が体力的に後退し、次の世代の大川橋蔵、東千代之介、松方弘樹、里見浩太朗といったスターがいずれも、演技面や私生活で伸び悩み、脱落を余儀なくされていた。それだけに興行不振の続く時代劇路線の看板スター・大川橋蔵の再生は岡田にとっても重大な任務であった。
岡田復帰前から敷かれていた路線内路線の「集団抗争時代劇」は継続させる一方で、岡田自身も多くの時代劇企画を提案した。しかし興行的に成功したのは成人指定の『くノ一忍法』ぐらいで、アイデアも尽きていた。そこで岡田が思いついたのが、かつての東映時代劇の人気シリーズを役者を交代させてリメイクする案だった。市川右太衛門の代表作『旗本退屈男』シリーズと片岡千恵蔵の代表作『いれずみ判官』シリーズを取り上げ、それぞれ『旗本退屈男』を大川橋蔵に、『いれずみ判官』を鶴田浩二に演じさせ、すでに浸透しているこれらシリーズをリメイクすれば、製作・宣伝コストが安く済むと計算した。

#### リメイク許可
担当者が両「御大」にリメイクの許可を取りに行ったところ、市川右太衛門は「退屈男は舞台、テレビでも大いにやっていきたいし映画もまだ諦めたわけではない」と難色を見せた。右太衛門が執着するのは、次男の北大路欣也に退屈男を譲りたいという希望を持っていたからと見られた。結局、右太衛門の許可は取れず、旗本退屈男の本名である「早乙女主水之介」の下の名前だけを拝借し、「夢殿主水之介」という別人物を造形した『主水之介三番勝負』が大川橋蔵主演で製作された。
一方、片岡千恵蔵は年齢的にひけ時とみてか「鶴田クンならいいでしょう」と潔く『いれずみ判官』のバトンタッチを了承した。制作決定後、千恵蔵立ち会いのもとで、役引き継ぎの「儀式」が行われた。千恵蔵は鶴田に当時自身が用いた長裃、印籠、参考資料などを全部渡し、「2代目をやってくれ」と励ました。

### 監督・脚本
片岡千恵蔵の「いれずみ判官シリーズ」第15作『江戸っ子判官とふり袖小僧』を監督している沢島忠が本作に起用された。沢島は岡田に呼ばれて東映東京撮影所で撮った『人生劇場 飛車角』三部作を演出する間、京都撮影所での企画が流れており、場所を変えての岡田との再タッグとなった。
沢島は脚本修行中の中島貞夫にシナリオの手伝いを頼み、共同で脚本を執筆した。沢島の脚本を中島が直す、という形をとった。
鶴田と沢島は『人生劇場 飛車角』で組んだ仲だったが、鶴田は当初本作の脚本に乗り気でなく、関係が気まずくなったという。

### 宣伝・興行
時代劇王国の夢再びとばかりに、宣伝では「時代劇ルネッサンス」と吹聴された。

## 作品の評価
監督・共同脚本の沢島忠は脚本の出来について不満が残っていた旨を回想している。沢島は「中島君に苦労をかけた」「私の作品では『冒険大活劇 黄金の盗賊』の一つ上の最低作」と述べているほか、「侍が入れ墨をするのは御法度で、特に旗本が入れ墨をするのは許されないため、なぜ遠山金四郎だけが入れ墨を許されたのかをやりたかった。それでラストの城中で悪の一群に金さんの入れ墨をバラされる賭けに出るという痛快篇を構想したが上手くいかなかった」とも述べている。また、大川博東映社長に「君、あのシャシンはわけがわからんじゃないか」と初めて怒られたという。共同脚本の中島貞夫は、金さんがお白州で入れ墨を出さなかったため、岡田茂に呼び出されて「お前がシナリオを手伝い始めてから沢島の映画がつまらなくなった!」と怒られた、と話している。
興行は振るわなかった。
深沢哲也は以下のように評している。
- 「鶴田浩二は運動神経が発達しているから、動きがキビキビしており、それだけで画面展開もスピーディになっており、なかなか颯爽としている。だがドラマの組み立て方は旧態依然として古めかしい。これまでの金さん映画のパターンを壊すまいとしてこんなぐあいにドラマを構成したのだろうが、この際、主演者の変更を機に、思い切って今までのパターンを打ち破って作品の体質改造をした方がよかったのではないかと思う。ただ入れ墨の扱い方は興味深かった。白洲で片肌脱ぎになって“御存知遠山桜”と大見得を切る従来の金さんとは、多少異なった印象を与える。沢島正監督（脚本）の良識を感じた」

## 影響
岡田茂は1965年夏頃までは、まだ東映の時代劇が復活できるのではという望みを持っていた。完全に時代劇製作の中止を決断したのは1965年後半のことで、1966年以降は東映で時代劇はほとんど作られなくなった。岡田は1995年のインタビューで「東映京都合理化の荒治療が一応の目途がついたのは1965年暮れだった」と話している。